# In the Nightside Eclipse
In the Nightside Eclipse er debutalbummet fra det norske black metal-band Emperor. Det betragtes som et af de historisk vigtigste album indenfor black metal-genren, og betragtes af mange som et af de bedste black metal-album nogensinde.[kilde mangler] Albummet indeholder en af Emperors bedst kendte sange, "I Am the Black Wizards". Det blev indspillet i juli 1993 i Grieghallen og udgivet i 1994 gennem Candlelight Records. Omslagsillustrationen er tegnet af "Necrolord", også kendt som Kristian Wåhlin.
Alle sangtekster er skrevet af Mortiis, Ihsahn og Samoth
Albummet blev genudgivet i en digitalt forbedret udgave i 1999 med to coversange som bonusspor. På genudgivelsen bliver de to første spor, "Intro" og "Into the Infinity of Thoughts", slået sammen og i en speciel slipcase af papir.

## Spor
1. "Intro" – 0:51
2. "Into the Infinity of Thoughts" – 8:14
3. "The Burning Shadows of Silence" – 5:36
4. "Cosmic Keys to My Creations and Times" – 6:06
5. "Beyond the Great Vast Forest" – 6:01
6. "Towards the Pantheon" – 5:57
7. "The Majesty of the Night Sky" – 4:54
8. "I Am the Black Wizards" – 6:01
9. "Inno a Satana" – 4:48

### Bonusspor på genudgivelsen 1999
1. "A Fine Day to Die" (Bathory-cover) – 8:26
2. "Gypsy" (Mercyful Fate-cover) – 2:54

## Fodnoter
1. ↑  "Emperor Discography". Arkiveret fra originalen 24. maj 2008. Hentet 9. februar 2009.